# Koulamoutou
Koulamoutou je hlavní město provincie Ogooué-Lolo v centrální části Gabonu. Leží na soutoku řek Lolo a Bouenguidi. Město se rozrostlo díky ministru turismu, který se narodil v blízké vesnici. Ve městě, známém svým nočním životem, lze nalézt muzeum, kino a letiště.